# 구상번개

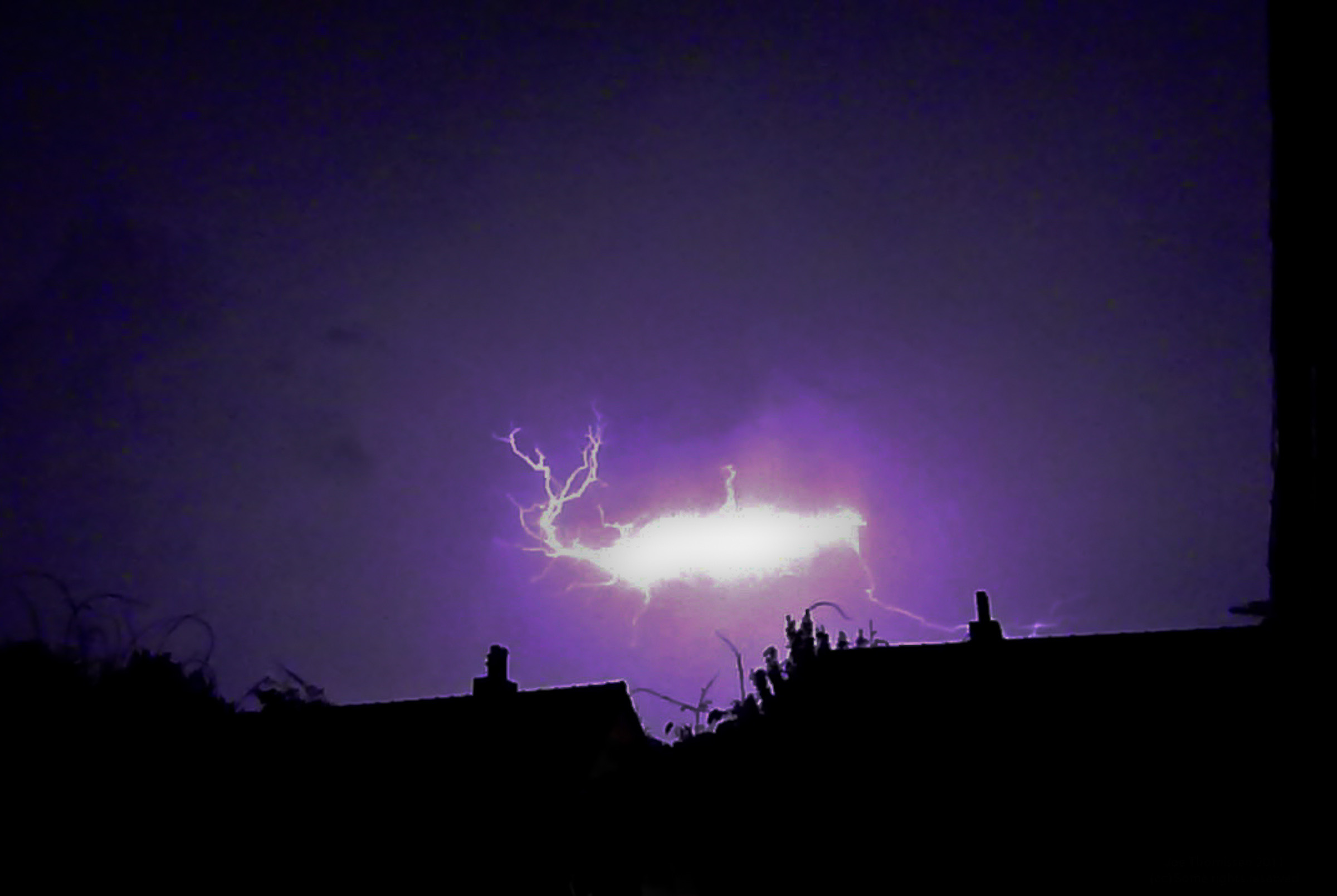

구상번개(球狀 - , 영어: ball lightning) 또는 구전(球電)은 공중에 발광체가 부유하는 자연 현상이다. 가끔씩 UFO로 오인받기도 한다.

## 정보
구상번개는 1638년 영국에서 처음으로 목격된 이후 1987년 오스트레일리아를 비롯하여 미국, 중국, 러시아 등 많은 국가에서도 목격되었다. 이것은 심한 뇌우 발생시에 일반 번개가 발생할 확률보다 약 10만분의 1확률로 발생한다. 그리고 구상번개는 크기, 색깔 또한 다르다. 또한 구상번개는 일반 번개와 달리 사라질때 유황 냄새가 난다고 목격자들의 증언이 있었다. 하지만 일부 과학자들은 "자기장 때문에 형성된 특이한 형태의 플라즈마이다.", "지진파가 충돌할 때 돌에서 방출된 빛일 것이다." 등 많은 추측과 연구가 있었지만 구상번개 발생 환경, 원리, 구조 등은 아직 밝혀지지 않았다.

## 같이 보기
- 도깨비불
- 지진광
- 인체 자연 발화
- 윌오더위스프